# نقشه‌هایت را بسوزان
نقشه‌هایت را بسوزان (به انگلیسی: Burn Your Maps) یک فیلم کمدی-درام آمریکایی محصول سال ۲۰۱۶ به نویسندگی و کارگردانی جوردن رابرتز است که بر اساس داستان کوتاهی به همین نام توسط رابین جوی لف ساخته شده‌است. در این فیلم ورا فارمیگا، جیکوب ترمبلی، سورج شارما، رامون رودریگز، ویرجینیا مادسن و مارتون چوکاش بازی می‌کنند.
این فیلم در ۹ سپتامبر ۲۰۱۶ در جشنواره بین‌المللی فیلم تورنتو ۲۰۱۶ اکران جهانی داشت و در ۲۱ ژوئن ۲۰۱۹ توسط کمپانی ورتیکال انترتینمنت اکران شد.

## داستان
پس از یک فاجعه خانوادگی، پسر ۸ ساله آمریکایی وس (جیکوب ترمبلی) به والدینش (ورا فارمیگا و مارتون چوکاش) می‌گوید که او یک دامدار بزی مغولی است که در مکان نامناسبی به دنیا آمده‌است. با پیوستن یک فیلمساز جوان جاه طلب به نام اسماعیل (سورج شارما)، خانواده اش را برای یک سفر ماجراجویانه به مغولستان هدایت می‌کنند.

## فیلمبرداری
فیلمبرداری اصلی در کلگری، آلبرتا، کانادا در تاریخ ۲۷ ژوئیه ۲۰۱۵ آغاز شد و در ۲ سپتامبر ۲۰۱۵ به پایان رسید. فیلمبرداری در نزدیکی کاناناسکیس کانتی، در ذخیرهگاه استونی هند انجام شد که برای مغولستان دو برابر شد. صحنه‌ها همچنین در برج هشتم خیابان پلاس فیلمبرداری شد که برای یک فضای اداری در آمریکا و برای یک ترمینال فرودگاه هانه‌دا دو برابر شد. بیش از یکصد نفر از ساکنان کلگری در میراث مغولستان برای بازی در نقش‌های جزئی استخدام شدند.